# Radio El Carbón
Radio El Carbón es una estación radial chilena ubicada en el 94.1 del dial FM en la comuna de Lota, Región del Bio Bio (Chile). Inició sus transmisiones el 8 de mayo de 1959 en dicha ciudad. Desde sus inicios, su línea editorial se definió como una radio independiente, sin vínculos a otras organizaciones y empresas con el objetivo principal de servir a la gente. Su nombre se debió al mayor recurso mineral explotado en la ciudad y principal actividad económica durante los siglos XIX y XX, el carbón de piedra. Radio El Carbón fue la primera emisora fundada por Nibaldo Mosciatti Moena. La voz institucional desde su fundación fue hecha por Petronio Romo, quien además fue uno de los primeros locutores de la estación radial.
En la actualidad pertenece al consorcio de medios Bío-Bío Comunicaciones.